# Pastviny (okres Ústí nad Orlicí)
Pastviny (německy Weiden) jsou obec v okrese Ústí nad Orlicí v Pardubickém kraji. Leží 6 km východně od Žamberka na úpatí Orlických hor u stejnojmenné přehradní nádrže na Divoké Orlici. Pastviny mají rozlohu 8,35 km² a žije zde 391 obyvatel. PSČ zdejší pošty je 564 01.
V létě Pastviny slouží především k rekreaci, koupání a rybaření, je tu mnoho možností ubytování, pro zimní období je tu funkční lyžařský vlek. Celoročně tu funguje například restaurace U Mostu, Na Vleku, v sezóně mnoho dalších kempů, restaurací, hospod. Je tu také památná Vejdova lípa, stará přes 800 let, které rovněž stojí za návštěvu. V okolí je krásná příroda a mnoho možností pro další výlety. Několik kilometrů proti proudu řeky Divoké Orlice, je nad obcí Klášterec nad Orlicí zajímavý přírodní útvar, nazývaný Zemská brána. Řeka Divoká Orlice zde vytvořila průrvu ve skalnatém masivu a vstupuje z území Polska na území Česka.

## Název
Název obce Pastviny zřejmě odkazuje na její původní osazenstvo, skládající se převážně z pasteveckých osad. Původně se osada nazývala Pastwinie. V dobách rakouské a německé nadvlády se obec v mapách vyskytovala také pod německým názvem Weiden.

## Historie
První písemná zmínka o Pastvinách pochází z roku 1514. V té době se jednalo o pasteveckou osadu spadající pod žampašské panství. Tehdy se na místě dnešní obce nacházelo 23 statků. Na přelomu 18. a 19. století vzrostl počet obyvatel na 800. Většina místních tehdy pracovala na svých hospodářstvích, přivydělávali si domácím tkalcovstvím a sezonně pracovali na senosečích v horských oblastech, v pruských cukrovarech nebo v okolních textilních továrnách.
Krátce před vypuknutím první světové války byly zahájeny plány na propojení Pastvin s okolními vesnicemi a městy, tehdy byl totiž rustikální region zaostalý a meziměstská doprava nebyla zavedena. Až v roce 1927 byla vesnice propojena s Kláštercem nad Orlicí, Žamberkem, Bartošovicemi a Kyšperkem (dnes Letohrad).
V době první republiky se společně s modernizací místního pohraničí začalo hovořit o výstavbě vodní nádrže. Vzhledem k tomu, že velká část budov se nacházela v nížině, která měla být zatopena, došlo k velkému úbytku obyvatel. Mezi zbouranými budovami byla místní továrna na nábytek, pila a hostince. Tyto budovy v obci obnoveny nebyly. Kvůli plánované přehradě vyvstal problém s propojením levého a pravého břehu, které by zůstaly odříznuty. Proto byl v roce 1932 položen základní kámen 25 m vysokého viaduktu, který byl dokončen v roce 1936.
V témže roce byla poblíž Pastvin zahájena výstavba pohraničního opevnění na tehdejších československo-německých hranicích. Celá první linie opevnění byla však předána pod správu Nacistického Německa v roce 1938 na následek Mnichovské dohody. Hranice se posunuly o cca 2 km blíže k Pastvinám. Na konci téhož roku byla otevřena hydroelektrárna a doliny byly definitivně zatopeny. Do zaplavené zátoky byla provedena výsadba pstruhů, kaprů a candátů. Díky tomu se z Pastvin stala oblíbená destinace rybářů. Po druhé světové válce, která Pastviny přes umístění elektrárny více nepostihla, se do obce začali sjíždět turisté.
Druhá polovina 20. století znamenala pro Pastviny rozkvět chatařských oblastí, kdy se počet chat rozrostl z méně než 20 na 500. Dnes je turistický ruch hlavním zdrojem příjmů obce. Byly zde vybudovány půjčovny lodí a šlapadel, nové penziony, restaurace, rekreační centra, trasa turistického vláčku a bobová dráha. Na východním břehu se nachází několik lyžařských vleků.
Obec v roce 1890 navštívil budoucí prezident Československa Tomáš Garrigue Masaryk a přespal s rodinou v místním hostinci.

## Pamětihodnosti
- Vodní nádrž Pastviny
- Vejdova lípa – památný strom, obvodem kmene nejmohutnější lípa České republiky